# 고수연
고수연은 대한민국의 가수다. 2020년 싱글 《예배자》로 데뷔했다.

## 방송
- 제28회 CBS 크리스천 뮤직 페스티벌 (2017) - 조이포유상

## 음반
- 제28회 CBS 크리스천뮤직페스티벌 (2018)
- 예배자 (2020)